# Precio de mercado
El precio de mercado es el precio al que un bien o servicio puede comprarse en un mercado libre. Es un concepto económico de aplicación tanto en aspectos históricos de la disciplina como en su uso concreto y en la vida diaria. 
El concepto ha dado origen a discusiones tanto técnicas como teóricas en el desarrollo de las ciencias económicas. Estas discusiones van desde la definición de qué es un mercado a qué se entiende por precio, dificultades que adquieren una importancia particular en la microeconomía, ámbito en el cual una de las funciones más importantes de un economista es la determinación de precios que maximicen la ganancia de una empresa. Sin embargo, la problemática también se extiende al ámbito macroeconómico, en el cual los cálculos acerca de precios juegan un papel central en la determinación del hipotético equilibrio económico.

## Descripción general
Históricamente, la escuela clásica consideraba que existen dos precios de mercado: el que se debe a la competencia (o precio natural) y el que se genera sin competencia (o precio monopólico). En palabras de Adam Smith:

El precio de un monopolio es en cada ocasión el más alto que se puede conseguir. El precio natural, o el precio de la libre competencia, por el contrario, es el más bajo que se puede tomar, no de hecho en cada ocasión pero sobre un tiempo considerable. El uno es en cada ocasión el más alto que se puede exprimir de los compradores, o el que, se supone, van a consentir dar: el otro es el más bajo que los vendedores generalmente pueden permitirse aceptar, y al mismo tiempo continuar sus negocios.

El precio natural depende directamente, en esta visión, del valor de un bien, y ese valor equivale a la cantidad de trabajo necesario para producir el bien en cuestión. Esto es conocido como la teoría del valor-trabajo.
La asunción general es que, en un mercado libre y dado que hay competencia, los precios de mercado disminuyen al límite posible: el del coste de producción. Consecuentemente, desde este punto de vista, el precio de mercado de un bien o servicio depende de la producción u oferta.  Si, por cualquier motivo ese coste de producción cambia, el precio de mercado cambiará. Por ejemplo, cuando avances tecnológicos facilitan la producción, disminuyendo los costes, los precios de mercado disminuyen.
Lo anterior implica que, asumiendo competencia, los productos son intercambiados por otros a una cierta «tasa de cambio» fija en el corto o mediano plazo, cualquiera que sea la moneda que escojamos para expresar esa relación: la tasa está determinada por la cantidad de trabajo o valor de los bienes en cuestión. Eso es conocido como la neutralidad del dinero: variaciones en la cantidad del circulante solo afectan precios nominales, sin que tengan ningún efecto sobre las variables reales (cantidad producida y consecuentemente demandada, etc.).
Sin embargo esa concepción da origen a una variedad de problemas. Entre estos se encuentra el llamado problema de la transformación: básicamente, cuál sería el cálculo necesario para transformar esa cantidad de trabajo (sea como sea medido) en precio de mercado.
Ese problema permaneció irresuelto por mucho tiempo. En la actualidad, y a pesar de que el asunto permanece debatido, muchos consideran, a partir del análisis de Piero Sraffa, que la solución es simplemente que no hay tal transformación: el cálculo en términos de valor no es traducible a cálculos en dinero. El productor (o capitalista o empresario, etc) no se interesa en producir valor extra ni sabe cómo efectuar el cálculo en esos términos.
Aun con anterioridad al análisis de Sraffa, la escuela marginalista había propuesto que los precios de mercado dependen principalmente de la demanda: cualquiera que sea el costo o esfuerzo de producir un bien, este solo podrá ser vendido al precio que el consumidor esté dispuesto a pagar. Y ese deseo a pagar depende de la percepción por los consumidores de la utilidad del producto.
En este aspecto la intención de los marginalistas era, en palabras de Jevons: «liberarse de la “la teoría del Fondo de salarios", la doctrina del valor del costo de producción, la tasa natural de los salarios y otras doctrinas ricardianas erróneas o confusas». Jevons, en total acuerdo con Menger y otros, agrega: «La repetida reflexión y la investigación me han llevado a la opinión, más bien novedosa, de que el valor depende por completo de la utilidad».

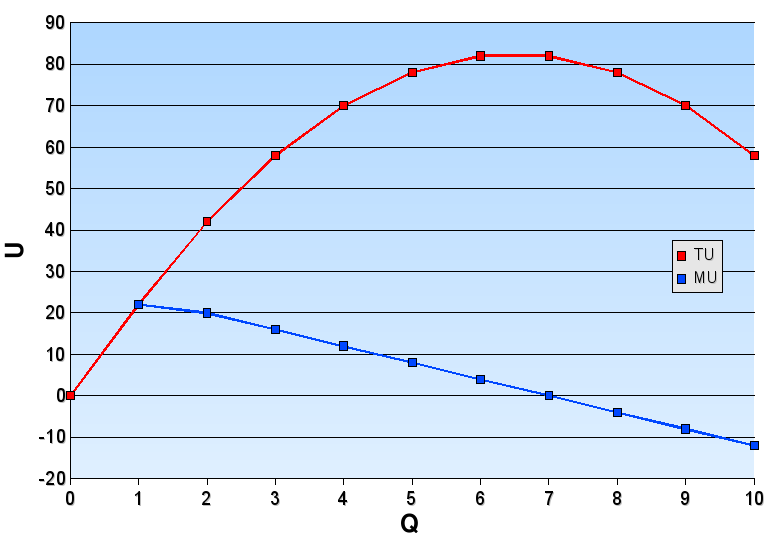
Eje horizontal: Cantidad de bienes.
Línea azul: Utilidad decreciente.
Línea roja: Utilidad total.

Para explicar las variaciones de precios, los marginalistas introdujeron el Principio de utilidad marginal decreciente. En la visión de Ricardo, por ejemplo, se concibe que los diamantes tienen valor porque algunas personas trabajan para encontrarlos y transportarlos a grandes distancias. Y, como quiera que eso es no solo difícil y peligroso sino que, además, requiere mucho esfuerzo en relación con los diamantes producidos, estos cuestan mucho. En la visión marginalista, los mineros buscan diamantes porque hay demanda de ellos. Pero, en la medida que alguien los posee, disminuye lo que ese individuo está dispuesto a pagar por ellos; consecuentemente el precio del diamante no es fijo, depende de cuánto los desee un potencial comprador. De la misma manera, el primer vaso de agua para un sediento vale más que los sucesivos. Y por el mismo principio, los individuos estarían dispuestos a pagar más por una casa para vivir que por una para vacaciones.
En palabras de Jevons: «El valor depende solamente del grado final de utilidad. ¿Cómo podemos variar este grado de utilidad? Teniendo una mayor o menor cantidad de la mercancía a consumir. ¿Y cómo tenemos una mayor o menor cantidad?» (agregando trabajo). Lo que lo lleva a la conclusión que: 

Afirmo que el trabajo es esencialmente variable, de manera que su valor debe estar determinado por el valor del producto y no el valor del producto por el del trabajo.

Así, desde este punto de vista, el precio estable de mercado es el punto en el cual la utilidad marginal comienza a divergir de la utilidad total. Ventas menores dejan demanda insatisfecha e implican que la empresa no ha vendido tanto como podría. Ventas superiores a las determinadas por ese punto implican pérdidas: ya sea que no todo lo producido será vendido o se venderá a precios menores de los posibles.
Alfred Marshall, considerado fundador de la escuela neoclásica, reintroduce a la visión marginalista a través de la metáfora conocida como «las tijeras de Marshall», la consideración del efecto de la oferta, formalizando la Ley de la oferta y la demanda.

Podríamos con la misma sensatez discutir acerca de si es la hoja superior o la inferior de una tijera la que corta un pedazo de papel que si el valor está controlado por la utilidad o por el costo de producción.

Tijeras de Marshall.
P= precio.
Q= cantidad producida.
D= (línea azul) demanda.
S= (línea roja) oferta.

Marshall denomina precio natural de cualquier bien o servicio al que se encuentra en el punto en el cual las hojas de la tijera de la oferta y la demanda se cruzan.
Lo anterior implica que el precio natural es el precio estable de mercado pero transformado en precio de mercado estable: aquel en el cual el mercado se vacía, es decir, en el cual todo lo producido se vende y no queda demanda insatisfecha. Esto lleva directamente a la concepción de que, a ciertos precios, niveles de producción, etc., el mercado entrará en una situación de equilibrio económico, ya sea parcial (en el mercado de un bien determinado) o general (para todos los bienes).
Esta concepción todavía tiene aceptación general, especialmente en cursos introductorios a la disciplina, con autores posteriores generalmente introduciendo modificaciones o adecuaciones parciales más que de fondo.
En efecto, generalmente se considera que el problema principal de la formalización de Marshall es que asume una condición de competencia perfecta. En otras palabras, que tanto la demanda como la oferta son independientes entre sí. A mayor redundancia: una situación en la cual ningún comprador ni ningún vendedor controlan, o tienen el poder para manipular, el mercado. Si ese no es el caso, no se puede decir que el precio determinado por el cruce de las líneas de la oferta y la demanda es el precio estable a largo plazo o el precio natural en un mercado libre.

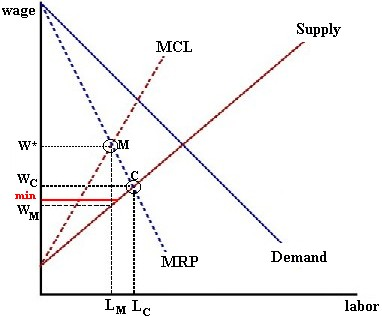
Determinación -de acuerdo a Robinson- de precio de salarios en mercado monopsonico - Eje vertical (W) salarios, Eje horizontal (L) trabajo. Supply = Línea de oferta promedio de trabajo.- Demand = demanda promedio de trabajo. El empleador monopsonico reduce la cantidad de empleos (Lm más bien que Lc) con el resultado que paga un salario (Wm) inferior al competitivo (Wc). efectivamente creando un nuevo punto de equilibrio (M) -que se encuentra en el cruce de la línea del Costo Marginal del Trabajo (MCL) y el ingreso marginal de la empresa (MRP). Eso lleva a un incremento neto (diferencia entre C y M) en la productividad o explotación.

A partir de las primeras décadas del siglo XX se hizo evidente que esa situación no solo no es el caso sino que no será el caso: en una era de comercio incrementalmente dominado por empresas internacionales no puede mantenerse la pretensión de que los precios de mercado se están determinando de acuerdo con las condiciones de la competencia perfecta. Algunos autores modernos opinan que pretender volver a esa competencia perfecta es no solo un ejercicio de futilidad, sino que tampoco produciría «una economía de gran estabilidad, crecimiento y eficiencia».
Por otra parte, tampoco es el caso que sea esta una situación de control monopólico tal como es expuesto en el análisis de Jevons. La situación real es que se está en una condición de competencia imperfecta. Autores tales como Joan Robinson y otros, introdujeron el análisis de determinación de precios de mercado en condiciones de oligopolio y oligopsonio, con teorías y modelos tales como la Teoría de la Competencia monopolística, la Competencia de Stackelberg y el Teorema de la telaraña, etc.
Todas esas situaciones pueden ser descritas como un fallo de mercado, con la consideración de que son recurrentes y posiblemente estables más que transitorias. Esto podría justificar la intervención del gobierno a fin de evitar que tales fallos o distorsiones ocasionen problemas mayores.

## Concepciones alternativas
Una de las teorías alternativas más conocidas es una variante de la aproximación marginalista conocida como la teoría del conocimiento disperso, de acuerdo a la cual los precios se basan en la información sobre oferta y demanda esparcida en un mercado. En esta percepción ni existe un modo ni es relevante tratar de determinar la existencia de una competencia perfecta o imperfecta. Lo relevante para la formación de precios es simplemente que cada individuo tenga una idea aproximada — indicada ya sea por el precio histórico (es decir, aquel al cual los bienes se han estado vendiendo en el pasado reciente) de los bienes en cuestión o cualquier otra percepción de la demanda— de la suma de la valoración subjetiva de bienes y servicios entre los agentes. Desde esta perspectiva no hay un sistema o modo de calcular las variables económicas «en principio» o en abstracto (como, por ejemplo, en el cálculo neoclásico), consecuentemente la única información relevante y posible es el precio, pero, dado que este cambia, no hay seguridad de que el resultado sea correcto o de largo plazo: la acción económica implica un riesgo irreducible. Así, desde este punto de vista, un mercado intervenido llevaría irremediablemente a la ineficiencia, dado que falsearía la información correcta sobre los precios.
La crítica más común a esta teoría es similar a la que se hace al resto del marginalismo. Adicionalmente se sugiere que una escuela que abandone o desdeñe el cálculo económico no puede realmente ser llamada escuela económica.
Otro enfoque alternativo relativamente común es la que se origina en la crítica de Sraffa. Sraffa argumenta que la aproximación marginalista y neoclásica al concepto de formación de precios, etc., es lógicamente inconsistente dado que se ha desechado el concepto de plusvalía. Para Sraffa, la realidad es que las actividades económicas son de interés, tanto a nivel individual como general, en la medida que producen más de lo que se invierte en producir, medido no solo en términos de dinero, sino de producto, es decir, en la medida que producen valor. Es sobre esa base que la ganancia existe. Para Sraffa, el error de los marginalistas y neoclásicos es tratar de determinar la ganancia en términos de dinero: para hacer eso necesitamos primero conocer los precios de producción. Pero no podemos determinar esos precios de producción sin establecer los precios de los factores de producción, pero los precios de esos factores a su vez dependen del precio de otros elementos utilizados en su producción, lo que nos conduce a una circularidad o un retorno al infinito. 
Por otra parte, el error de los clásicos en general, y Marx en particular, estaba en creer que los precios de mercado en general, y la ganancia en particular dependían y se pueden determinar en dinero a partir únicamente del trabajo envuelto en la producción, lo que requiere de un numerario que permita resolver el problema de la transformación. La realidad, en la opinión de Sraffa, es que el numerario es un paquete de productos o mercaderías básicas que son fundamentales para la producción de los bienes de todo tipo. Es la relación entre un bien cualquiera y esas mercancías básicas utilizadas en su producción y puesta en el mercado la que determina los precios de mercado, cualquiera que sea la unidad monetaria que escojamos para expresarla. Es decir, en la opinión de Sraffa, un diamante costará por lo general el equivalente a muchos litros de agua porque en su producción y transporte al mercado se ha utilizado una cierta cantidad de petróleo, máquinas, e incluso otros bienes de consumo (expresados y medidos en el salario de los trabajadores y ganancias a los empleadores, etc.) que equivale a la necesaria para producir esos muchos litros de agua.
Esa posición hace sentir su presencia, aunque no siempre en forma explícita, en muchos ámbitos, desde la llamada economía heterodoxa a círculos financieros. Es común, por ejemplo, que periódicos, especialmente los dedicados a las finanzas, publiquen regularmente tanto los precios de las «mercancías básicas» como las condiciones relevantes de su producción y disponibilidad.